# Рачинский, Александр Викторович
Александр Викторович Рачинский (в некоторых источниках — Васильевич; 1826—1877) — российский дипломат, писатель

-публицист и историк.

## Биография
Александр Рачинский родился в 1826 году; из дворян. Получил домашнее образование и начал службу с 1841 года в канцелярии Новгородского гражданского губернатора канцелярским служителем и до начала 1855 года переменил несколько ведомств в Новгородской, Московской и Киевской губерниях.
Во время Крымской войны Александр Викторович Рачинский 27 марта 1855 года поступил в дружину № 29 Смоленского Государственного подвижного ополчения прапорщиком, пробыл с 25 июня 1855 года по 13 апреля 1856 года в гарнизоне крепости Измаила, где, без отрыва от службы сумел изучить сербский и болгарский языки.
14 октября 1859 года Рачинский определился в Министерство иностранных дел Российской империи и уже 21 октября назначен управляющим вице-консульством в Варне; эту должность он занимал до 1 мая 1862 года.
Вернувшись в Россию, Рачинский поселился в своем имении, селе Минине, часто виделся с своими друзьями Погодиным, Хомяковым, Бодянским и другими, занимался небольшими литературными работами и основательно изучил польский язык.
3 октября 1863 году Александр Викторович Pачинский уехал в Вильно, где служил по Министерству внутренних дел Российской империи, был Мировым посредником, а 27 февраля 1865 года перешел на место делопроизводителя Комиссии по устройству Виленского Музея древностей (см. Виленская археологическая комиссия); эта последняя должность была как нельзя более ему по душе. К этому времени относятся две его небольшие статьи в «Виленском вестнике» 1866 года: «Типографская деятельность Вильны в период 1853—1864 гг.», и «Граф Алексей Толстой: "Смерть Иоанна Грозного"».
16 февраля 1866 года А. В. Рачинский был командирован сопровождать попечителя Виленского Округа при поездке его по Витебской и Могилевской  губерниям для сбора археологических и археографических артефактов. В 1867 году он вышел в отставку, поселился в Ниловой пустыни (Осташковского уезда, Тверской губернии), где занялся изучением монастырского архива, результатом чего явился его исторический очерк: «Нилова пустынь в первые полтораста лет ее существования».
В 1868 же и 1869 году были напечатаны еще две его статьи: «Ополячение и обрусение» («Московские ведомости» 1868 г., № 35) и «Переписка в 44 письмах епископа князя Симона Гедройца с главноуправляющим духовными делами иностранных исповеданий статс-секретарём Д. Н. Блудовым во время польского мятежа 1831 года» («Русский архив» 1869 г., № 9).
22 января 1875 года он опять поступил на службу — в Московский Главный Архив Министерства Иностранных Дел Российской империи делопроизводителем VIII класса и эту должность занимал до самой смерти.
Александр Викторович Pачинский скончался 9 (21) апреля 1877 года в городе Москве.
Согласно отзывам современников: А. Рачинский «был личностью далеко не дюжинною, со своеобразными взглядами и убеждениями, всю жизнь искавшею живого дела, к которому можно было бы применить его богатые природные способности».